# كيم مين جونغ (لاعبة)
كيم مين جونغ (الكورية: 김민정؛ هانجا: 金旼貞) هي لاعبة تنس الريشة كوريا الجنوبية. ولدت في 29 يوليو 1986 في جيجو، كوريا الجنوبية.

## روابط خارجية
- كيم مين جونغ (لاعبة) على موقع BWF.tournamentsoftware.com (الإنجليزية)
- كيم مين جونغ (لاعبة) على موقع BWFbadminton.com (الإنجليزية)
- كيم مين جونغ (لاعبة) على موقع اللجنة الأولمبية الدولية (الإنجليزية)
- كيم مين جونغ (لاعبة) على موقع أوليمبيديا (الإنجليزية)